# Metropolregion Mitteldeutschland
Die Metropolregion Mitteldeutschland vereint sechs kreisfreie Städte, sechs Landkreise sowie Hochschulen, Industrie- und Handelskammern und über 50 strukturbestimmende Unternehmen in den Bundesländern Sachsen, Sachsen-Anhalt und Thüringen. Damit umfasst diese Region einen der wirtschaftlich dynamischsten Teile der neuen Bundesländer und ist – neben der Hauptstadtregion Berlin-Brandenburg – die einzige Metropolregion in Ostdeutschland. Die Metropolregion Mitteldeutschland umspannt als zentralen Kern den Ballungsraum Leipzig-Halle, zu ihren Mitgliedern zählen Leipzig, Chemnitz, der Landkreis Leipzig und Zwickau im Freistaat Sachsen, Halle (Saale), der Saalekreis, der Burgenlandkreis, der Landkreis Mansfeld-Südharz, der Landkreis Wittenberg und Dessau-Roßlau im Land Sachsen-Anhalt sowie Jena, der Landkreis Altenburger Land und Gera im Freistaat Thüringen. Es handelt sich damit derzeit um kein zusammenhängendes Gebiet. Die Mitgliedsstädte sind Oberzentren im jeweiligen Bundesland, außer Zwickau sind sie alle kreisfrei. Sie wird vom Verein Europäische Metropolregion Mitteldeutschland e. V. getragen. Seit dem 21. März 2014 hat sich deren Metropolregion Mitteldeutschland Management GmbH mit der Wirtschaftsinitiative für Mitteldeutschland GmbH zusammengeschlossen. Beide arbeiten nun unter dem Dach der Europäischen Metropolregion Mitteldeutschland.
Als ursprüngliche Metropolregion Sachsendreieck (Dresden, Leipzig/Halle, Chemnitz/Zwickau) wurde sie von der deutschen Ministerkonferenz für Raumordnung (MKRO) 1997 als siebte der insgesamt elf Metropolregionen in Deutschland bestätigt und liegt als einzige vollständig in den neuen Bundesländern.
Das Bundesamt für Bauwesen und Raumordnung (BBR) zählte zur Metropolregion Mitteldeutschland ausgehend von den Mitgliedsstädten sehr weite Teile der drei Bundesländer Sachsen, Sachsen-Anhalt und Thüringen mit hinzu, ausgenommen sind dabei der Landkreis Harz, die Altmarkkreise Salzwedel und Stendal, die Oberlausitzkreise Bautzen und Görlitz sowie die Landkreise Nord- und Westthüringens. Daraus ergibt sich eine potenzielle Einwohnerzahl von 6,6 Millionen (Stand 2020). Dresden und Magdeburg verließen die Metropolregion zum Ende 2013. Inwieweit hier seitens des BBR für das Monitoring eine Bereinigung des addierten Umlandes stattfindet, muss abgewartet werden. Die Metropolregion hat sich darüber hinaus 2014 für eine Öffnung für die Umlandkreise ausgesprochen und zählt einen Umkreis von ca. 100 km um das Zentrum Leipzig/Halle zwischen den weiteren Mitgliedern als seinen Aktionsraum.

## Geschichte
Die Metropolregion Mitteldeutschland ist 2009 aus der Metropolregion Sachsendreieck hervorgegangen, deren Ursprung die Städte Dresden, Leipzig/Halle, Chemnitz und Zwickau waren. Zunächst erhielt die Stadt Jena 2007 hier Stimmrecht und vertrat die Städte der Impuls-Region Erfurt–Weimar–Jena sowie die Stadt Gera in der Metropolregion Sachsendreieck. Im selben Jahr wurde hier auch die Stadt Magdeburg beratendes Mitglied. Die Städte Jena und Magdeburg wurden 2009 als Vollmitglieder aufgenommen: Gleichzeitig beschlossen die Mitglieder die der räumlichen Erweiterung entsprechende Umbenennung in Metropolregion Mitteldeutschland. Im Jahr 2010 wurden schließlich auch die Städte Gera und Dessau-Roßlau Vollmitglieder und eine Neuausrichtung wurde eingeleitet. Im März 2013 gab der Dresdner Wirtschaftsbürgermeister Dirk Hilbert bekannt, dass die sächsische Landeshauptstadt ihre Mitarbeit in der Metropolregion beendet. Im Juni 2013 beschloss auch die Stadt Magdeburg den Austritt zum Ende des Kalenderjahres, nachdem die gemeinsam gesteckten Ziele selten erreicht wurden und der Finanz- und Personalaufwand für zu hoch betrachtet wurde.
Die Metropolregion Mitteldeutschland Management GmbH und die Wirtschaftsinitiative für Mitteldeutschland GmbH fusionierten am 21. März 2014 zur Europäischen Metropolregion Mitteldeutschland mit Sitz in Leipzig. Dort sind neben den Städten nun auch Landkreise, drei Industrie- und Handelskammern sowie zahlreiche Wirtschaftsunternehmen Mitglied.

## Bevölkerungsbewegung

Suburbanisierung in Leipzig 1995

Seit dem Fall der Berliner Mauer und der Öffnung der innerdeutschen Grenze im Jahr 1989 kam es in der Region zu erheblichen Bevölkerungsverschiebungen.
Die erste Phase bis etwa 1995 ist geprägt durch eine vor allem aus ökonomischen Gründen verstärkte Abwanderung in die alten Bundesländer. Diese Phase war noch flächendeckend und für fast jede Gemeinde gleich. In der zweiten Phase verloren die Großstädte durch eine sprunghafte Suburbanisierung (vor allem kaufkräftigere und wohlhabendere) Bürger an das Umland. In den gesamten 1990er Jahren wurden in annähernd jeder stadtnahen Gemeinde neue Gebiete für die Wohnbebauung mit Eigenheimen angelegt. Alle Großstädte haben zumindest Teile dieses Bevölkerungsverlusts über Eingemeindungen rückgängig gemacht. Gründe hierfür sind Steuereinnahmen, über die meist berufstätige Bevölkerung sowie Gelder des kommunalen Finanzausgleichs, die auch nach Einwohnern mit Hauptwohnsitz aufgeschlüsselt werden, auf die die Städte nicht verzichten können.
Bei diesen landesweiten Gebietsreformen sind allerdings auch große Einzelgemeinden entstanden, wodurch es den Städten mittlerweile recht schwerfallen dürfte, weiter einzugemeinden. Der Prozess kann daher als beendet betrachtet werden. Aus den Eingemeindungen ergeben sich auch verkehrstechnische Probleme, weil den eingegliederten Ortschaften bessere (öffentliche) Verkehrsanbindungen zustehen. Mittlerweile gewinnen vor allem die Städte Jena, Halle (Saale) und Leipzig aus dem Umland und anderen Regionen neue Bürger, was daran liegt, dass die innerstädtischen Wohnräume modernisiert wurden und auch mit dem Umland vergleichbare Wohngebiete in den Stadtgebieten zur Verfügung stehen.

## Infrastruktur

### Intermetropolitane Trassen und Achsen
Intermetropolitane Trassen sind solche Verkehrswege, die die Region durchqueren und an andere europäische Metropolregionen anbinden. Metropolregionen zeichnen sich unter anderem dadurch aus, dass sie Verkehrsknotenpunkt solcher Verbindungen sind.

#### Autobahn

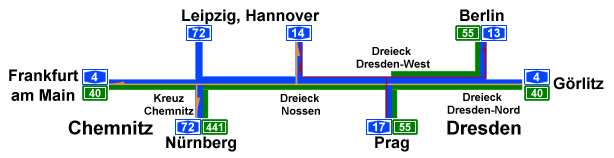
Kreuzungspunkt A 4

Von Osten nach Westen durchläuft die Bundesautobahn 4 (E 40) die Region. Die A 4 beginnt in Görlitz an der polnischen Grenze und kreuzt in der Region um Dresden und Chemnitz die A 14 nach Leipzig, Halle, Magdeburg sowie Hannover und die A 72 nach Nürnberg und weiter nach München. Die A 4 führt weiter Richtung Westen über Jena nach Erfurt und Frankfurt am Main. Die A 38 verbindet die Metropolregion mit Göttingen und damit den südlichen Teil der Metropolregion Hannover-Braunschweig-Göttingen-Wolfsburg.
Die A 9 verbindet den Ballungsraum Leipzig-Halle, die Region Anhalt-Wittenberg sowie Ostthüringen mit Berlin, Nürnberg und München. Sie ist deshalb eine wichtige Straßenverbindung, insbesondere innerhalb Deutschlands. Die Autobahn führt den Fernstraßenverkehr mitten durch die Metropolregion.

#### Eisenbahn

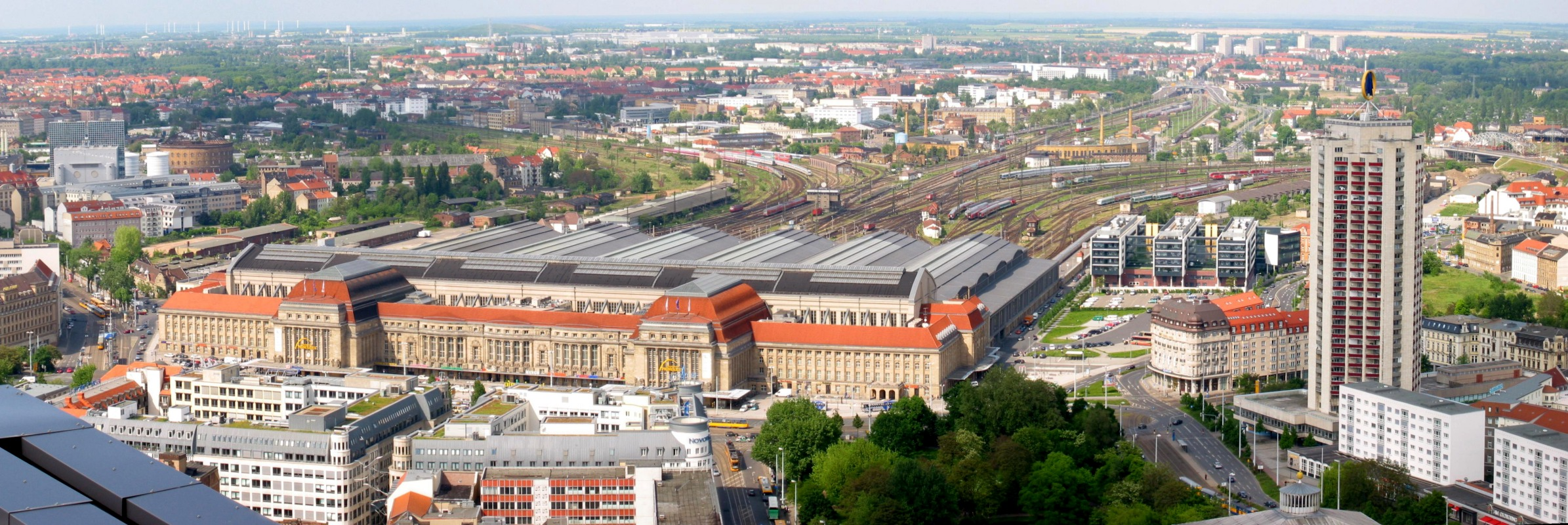
Der Leipziger Hauptbahnhof

Der Leipziger Hauptbahnhof ist ein wichtiger Umsteigepunkt im ICE-Netz. Neben den Verbindungen von Dresden nach Frankfurt am Main bzw. Köln und von München über Nürnberg nach Berlin bietet er auch Anschluss an IC-Verbindungen Richtung Hannover und Dortmund über Magdeburg.
| Linie                                                  | Wichtige Städte                                                                |
| ------------------------------------------------------ | ------------------------------------------------------------------------------ |
| ICE50                                                  | Dresden – Leipzig – Erfurt – Fulda – Frankfurt am Main – Wiesbaden             |
| ICE28                                                  | Hamburg – Berlin – Leipzig – Erfurt – Nürnberg – München                       |
| IC17                                                   | Rostock – Berlin – Leipzig – Halle – Jena – Nürnberg – Passau – Linz – Wien    |
| IC51                                                   | Gera – Jena – Erfurt – Kassel – Dortmund – Düsseldorf – Köln                   |
| IC55                                                   | Dresden – Leipzig – Halle – Magdeburg – Hannover – Dortmund – Wuppertal – Köln |
| IC56                                                   | Leipzig – Halle – Magdeburg – Hannover – Bremen – Oldenburg                    |
| RE42                                                   | Leipzig – Naumburg (Saale) – Jena – Bamberg – Nürnberg                         |
| RE1                                                    | Glauchau – Gera – Jena – Erfurt – Göttingen                                    |
| RE3 (FSX)*                                             | Dresden – Chemnitz – Zwickau – Hof                                             |
| * Der Franken-Sachsen-Express wird von der MRB bedient |                                                                                |

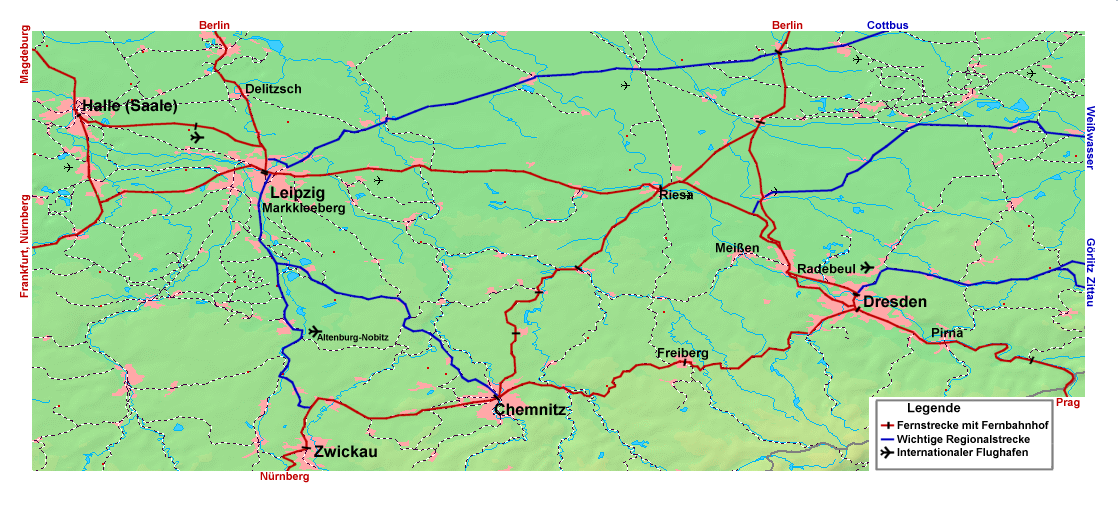
Topografisches Liniennetz

Anmerkung: Die überregionalen Linien, welche die Region anbinden, im Überblick. Fett markierte Städte liegen in anderen Metropolregionen.

### Interregionale Trassen und Achsen
Interregionale Trassen verbinden die Großräume der Metropolregion miteinander. Da die Metropolregion Mitteldeutschland aus Städten und Ballungsräumen besteht, die teilweise 100 km auseinander liegen, konzentriert sich der Verkehr auf wenige Korridore.

#### Autobahn und Straßen
Die Autobahnen 14, 4, 9, 38, und 72 bilden die wichtigsten Korridore innerhalb der Metropolregion. Ein Lückenschluss findet in den 2020er Jahren mit dem Neubau der A 72 zwischen Chemnitz und Leipzig statt. Der Autobahnring um Halle/Leipzig soll mit der A 143 ebenfalls in den 2020er Jahren geschlossen werden. In den Städten und Ballungsräumen sind teilweise auch Bundesstraßen vierspurig ausgebaut.

#### Eisenbahn
Innerhalb der Region gibt es zwischen nahezu allen Städten direkte Bahnverbindungen. Dabei werden folgende Relationen auch durch Fernverkehr bedient:
- Leipzig–Halle (Saale)–Köthen–Magdeburg stündlich durch IC
- Leipzig–Riesa–Dresden stündlich durch ICE oder IC
- Leipzig–Erfurt stündlich durch ICE
- Berlin–Halle–Erfurt etwa stündlich durch ICE

Wichtige Regionalverkehrsverbindungen sind unter anderem:
- Halle–Weißenfels jeweils stündlich durch RE und RB
- Leipzig–Weißenfels zweistündlich durch RE und stündlich durch RB
- Weißenfels–Naumburg (Saale)–Jena jeweils stündlich durch RE und RB
- Zwickau–Chemnitz–Dresden stündlich durch RE, RB
- Leipzig–Riesa–Dresden stündlich durch RE
- Halle–Flughafen–Leipzig–Altenburg–Zwickau stündlich durch SX
- Leipzig–Chemnitz stündlich durch RE

#### S-Bahnen

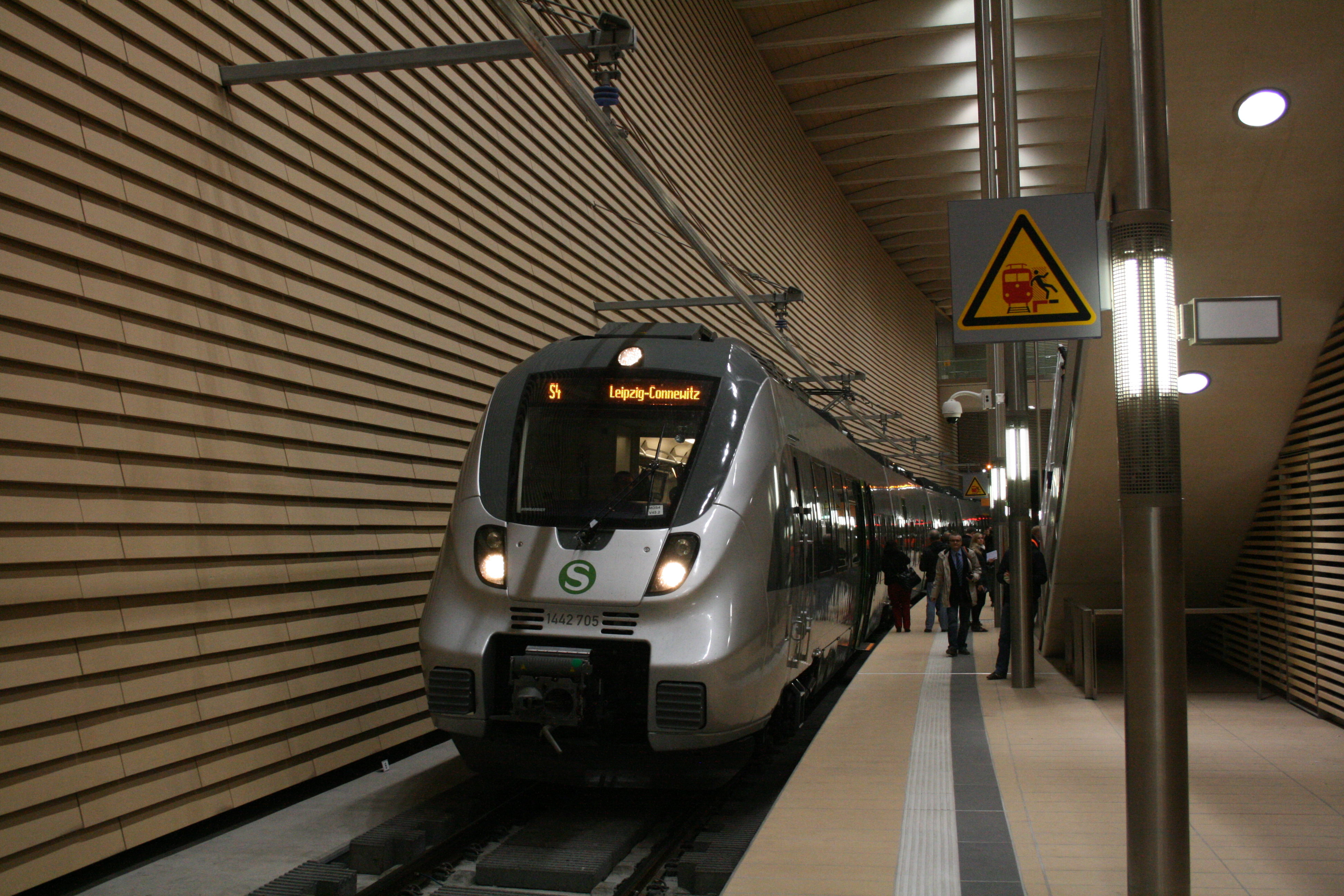
S-Bahn-Station Leipzig-Markt unter der Leipziger Innenstadt

Innerhalb der Region gibt es das S-Bahn-Netz der S-Bahn Mitteldeutschland.
Mit Inbetriebnahme des Citytunnels in Leipzig ging am 15. Dezember 2013 die S-Bahn Mitteldeutschland, ein neues S-Bahn-Netz mit neun Linien, in Betrieb. Die S-Bahn Mitteldeutschland verkehrt vor allem im Ballungsraum Leipzig-Halle, allerdings sind beispielsweise sowohl Zwickau als auch Dessau-Roßlau in das Netz eingebunden. Mit einer Streckenlänge von 802 km ist es das größte S-Bahn-Netz in Deutschland.

### Flughäfen

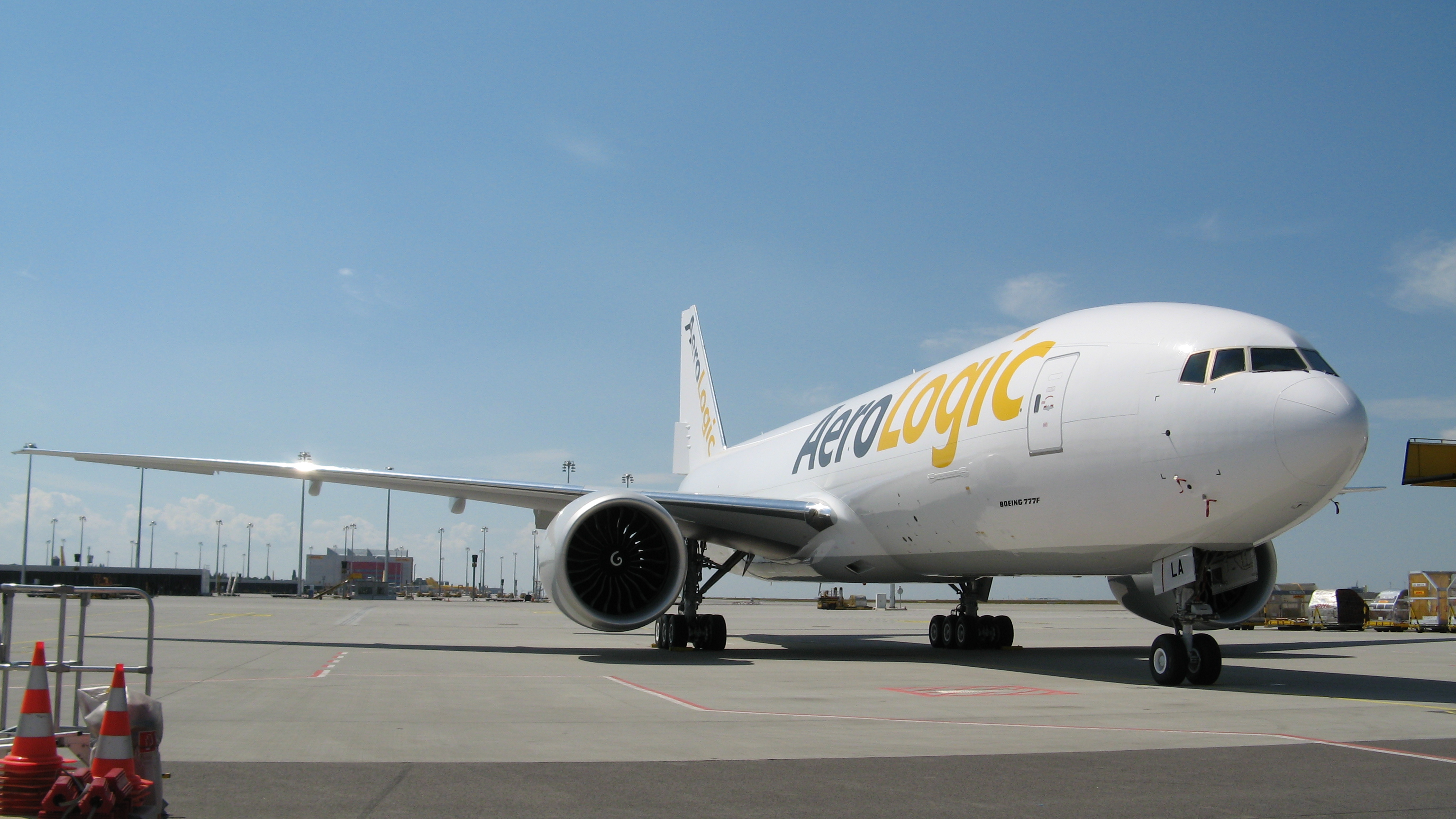
Frachtflugzeug am Flughafen Leipzig-Halle

Der zentrale Flughafen der Metropolregion ist der Flughafen Leipzig/Halle. Von ihm aus gibt es Linienflüge zu den großen deutschen Drehkreuzflughäfen sowie zu europäischen Metropolen. Größere Bedeutung im Passagierbereich besitzt allerdings der Charterverkehr, vor allem in den Mittelmeerraum und nach Nordafrika. Im Frachtbereich hat sich der Leipzig Halle Airport seit Ansiedlung des europäischen Hauptdrehkreuzes der DHL zum Main-Hub entwickelt. Die relativ junge Frachtfluggesellschaft Aerologic hat ihren Sitz am Flughafen Leipzig-Halle. Seit 2006 lässt die US Army auch über den Flughafen Leipzig/Halle Passagierflüge für den regelmäßigen Truppenaustausch im Irak und in Afghanistan durchführen. Pro Monat wurden bis zu 80 Truppentransportflüge mit ungefähr 160 Soldaten pro Tag abgefertigt. Bis Anfang 2009 sollen auf diesem Weg bereits 450.000 Soldaten über Leipzig/Halle in den Kampfeinsatz geflogen sein. Die Zahl dieser Flüge ist jedoch stark rückläufig.
Im Jahr 2019 wurden am Flughafen Leipzig/Halle 2,62 Mio. Passagiere abgefertigt sowie 1.238.000 t Fracht. Leipzig/Halle ist damit einer der größten Frachtflughäfen Europas. Die Zahl der Flugbewegungen lag 2019 bei etwa 79.000.

## Wirtschaft
Die Metropolregion ist eine der ältesten Industrieregionen der Welt. Bis ins 20. Jahrhundert hinein war vor allem auf sächsischem Gebiet einer der drei wirtschaftsstärksten Räume Deutschlands. Momentan ist die Metropolregion die wirtschaftlich stärkste Region der neuen Länder. Leipzig gehört mittlerweile, auch am tatsächlich erreichten Inlandsprodukt gemessen, zu den 20 wichtigsten Städten in Deutschland.

### Kennzahlen
Das Bruttoinlandsprodukt von Sachsen in Höhe von etwa 79 Milliarden Euro geht weitestgehend auf den großen sächsischen Anteil der Metropolregion zurück, in der die meisten sächsischen Bürger leben. Die Metropolregion dürfte etwa 61 Milliarden Euro zum deutschen Bruttoinlandsprodukt beitragen. Einzelne statistische Teilgruppen zeigen dabei große Einkommensunterschiede. So liegen die Einkommen der Altersgruppe 20–35 Jahre bereits über dem gesamtdeutschen Durchschnitt von 3500 Euro, in der Altersgruppe ab 40 fallen die Einkommen aber rapide ab, was durch die häufigen Qualifikationswechsel nach der Wiedervereinigung zu begründen ist.
Die Arbeitslosenquoten der Kreise und Gemeinden in der Region weichen stark voneinander ab. In Sachsen sind derzeit 6,5 % (Dezember 2024) der Bevölkerung arbeitslos. Die Arbeitslosigkeit ist prozentual im Landkreis Mansfeld-Südharz sowie in der Stadt Gera am höchsten.
Ein großes Problem bleibt nach wie vor der Mangel an „einfachen Arbeitsplätzen“ bzw. die Nachfrage nach „einfachen Tätigkeiten“. Die angesiedelten Unternehmen des verarbeitenden Gewerbes, teilweise auf Hightech-Niveau, konnten dieses nur geringfügig lösen. In der Metropolregion ist die Arbeitslosenquote über zehn Jahre betrachtet leicht rückläufig, was auf Großinvestitionen und eine erstarkende Wirtschaft, aber auch auf Abwanderung zurückzuführen ist. In den letzten Jahren haben insbesondere Ausgründungen aus der Forschungslandschaft zu einem Zuwachs an hochqualifizierten Arbeitsplätzen geführt.

### Wirtschaftliche Probleme
In der Region wurden zwar von großen Konzernen Milliardensummen in zweistelliger Höhe investiert, die Kapitalbasis der mit Hauptsitz ansässigen und privaten Unternehmen bleibt aber gering. Das spiegelt sich auch in der Anzahl der Unternehmenshauptquartiere wider, die vergleichsweise gering ist. Viele heute noch bestehende Großkonzerne, wie zum Beispiel Schubert & Salzer, die Wanderer-Werke AG, die Hermann Pfauter AG, die Dresdner Bank oder Agfa, verließen die Region aus politischen Gründen vor allem zwischen 1945 und 1961 und kamen nach der Deutschen Wiedervereinigung nicht mit ihren Unternehmenszentralen zurück.
Aufgrund der geringen Kaufkraft, die wenig privates Kapital für Unternehmensgründungen bereitstellt, ist auch das Unternehmertum vergleichsweise wenig ausgebildet. Es kommt hier das allgemeine Problem der östlichen Bundesländer zum Tragen: Es fehlen die Nachkriegsgenerationen, die Kapital ansammeln oder bereits ein familiär geführtes Unternehmen aufbauen konnten. In der Region gibt es wenige private Patentanmeldungen, die häufig technische Voraussetzungen für eine Unternehmensgründung sind und bei mangelnder Kapitalausstattung folglich nicht stattfinden.
Da die Ausgaben der Kommunen und Gebietskörperschaften für Infrastruktur und Modernisierung der öffentlichen Einrichtungen in den letzten 15 Jahren sehr hoch waren, bleibt der öffentlichen Hand immer weniger Geld für direkte Wirtschaftsförderung. Die Verschuldung der Gemeinden ist dabei pro Einwohner nicht auffällig hoch. Es muss aber bedacht werden, dass die Kommunen weniger Steuern zur Tilgung einnehmen als vergleichbare Kommunen in den westlichen Bundesländern.
In der Strukturförderung der Europäischen Union verliert die Region gerade den Status des Ziel-1-Gebiets, besitzt also um 75 % des Bruttonationaleinkommens des Gemeinschaftsdurchschnittes der EU. Die Region Halle-Leipzig verlor den Status im Jahr 2007. Ein wesentlicher Grund für den Aufstieg war der Beitritt der osteuropäischen Länder, die den Gemeinschaftsdurchschnitt senkten. Auch in der Chemnitzer und Zwickauer Region darf weiterhin am stärksten gefördert werden.

### Bildung, Forschung und Entwicklung
In der Region arbeiten etwa 6 % aller Beschäftigten in der Forschung und Entwicklung. Diese Zahl liegt über dem gesamtdeutschen Schnitt. Der Anteil der Beschäftigten mit Hochschulabschluss ist vor allem in den Metropolen vergleichsweise sehr hoch. In der Metropolregion liegen fünf Universitäten oder Technische Universitäten, fünf Fachhochschulen und sieben Kunsthochschulen.
Die Universität in Leipzig (gegr. 1409) gehört zu den ältesten Hochschulen in Deutschland. Drittmittel sind ein Indikator für den Wert der Vertragsforschung, die eine Hochschule anderen Unternehmen und Institutionen anbietet. Die Hochschule für Grafik und Buchkunst Leipzig und die Burg Giebichenstein Kunsthochschule Halle besitzen über die Region hinaus einen Stellenwert in der Bildenden Kunst.
Im Bereich der außeruniversitären Forschung führt die Fraunhofer-Gesellschaft mit insgesamt sechs Instituten und Teilinstituten in keiner anderen Stadt so viele Einrichtungen wie in Dresden und ist dabei bedeutender Teil des Kompetenznetzwerks „Mikrotechnische Produktion“. Auch weitere bedeutende Institute der Grundlagenforschung, insbesondere die der Max-Planck-Gesellschaft und der Helmholtz-Gemeinschaft, sitzen in Halle, Jena und Leipzig. Ebenfalls regional vertreten ist die Leibniz-Gemeinschaft, deren bekanntestes Institut der Region das Institut für Wirtschaftsforschung in Halle (Saale) ist. Insgesamt sitzen zehn Mitglieds-Institute aus den Bereichen (Sektionen) „Wirtschafts- und Sozialwissenschaften, Raumwissenschaften“, „Lebenswissenschaften“, „Mathematik, Natur- und Ingenieurwissenschaften“ sowie „Umweltwissenschaften“ in der Region.

### Tourismus
Leipzig, Halle und die Lutherstadt Wittenberg sind wichtige Reiseziele in der Metropolregion. In der gesamten Metropolregion wird der Bereich Tourismus weiter zu einem wichtigen wirtschaftlichen Standbein ausgebaut, in der Region Leipzig zum Beispiel über die landschaftliche Aufwertung der Tagebaurest- zu einer Seenlandschaft („Leipziger Neuseenland“).
Die Stadt Chemnitz konnte sich erfolgreich als Kulturhauptstadt Europas 2025 durchsetzen und wird die Metropolregion daher zusätzlich kulturell und historisch um mehrere Gesichtspunkte bereichern.

### Unternehmen

#### Automobil- und Maschinenbau
Der sächsische Teil ist ein traditioneller Maschinenbaustandort. Außer Daimler besitzen alle großen deutschen Automobilbaukonzerne Produktionsstandorte zwischen Zwickau, Chemnitz und Leipzig. Diese sind Volkswagen Sachsen in Zwickau und Chemnitz (VW-Motorenwerk) sowie BMW und Porsche in Leipzig. Mit dem Porsche Cayenne in Leipzig werden in der Region Fahrzeuge im Hochpreissegment gebaut. Seit 2009 wird in Leipzig auch der Porsche Panamera produziert. VW und Porsche haben für ihre Produktionen in der Region Tochterunternehmen gegründet, um die sich ein dichtes Netz an Zulieferern entwickelt hat. Die Bildung von Clustern ist in der Automobilbranche am weitesten fortgeschritten, da zum Beispiel auch Fahrzeugelektronikzulieferer in der Region produzieren. Der Trabant, auch „Trabi“ genannt, wurde ebenfalls in Zwickau hergestellt. 1991 lief der letzte Trabant in Zwickau vom Band.
Der Textilmaschinenbau war der Motor des Maschinenbaus. Davon profitiert das gesamte verarbeitende Gewerbe in der Region, beginnend beim Guss von Motorblöcken bis hin zur Reinraumtechnik. Die mehr als hundertjährige Automobilbautradition der Region Chemnitz-Zwickau geht auf Unternehmen wie Audi, DKW, Framo, Horch, Presto-Werke, Schüttoff und Wanderer-Werke zurück. 1932 wurden die Unternehmen mit den vier Marken Audi, DKW, Horch und Wanderer auf Betrieben der Sächsischen Staatsbank zur Auto Union AG fusioniert.
Seit den 1990er Jahren ist in der Region Chemnitz-Zwickau eine vitale mittelständische Maschinenbau- und Zulieferindustrie entstanden. Aus der Entwicklungsabteilung der Horch-Werke, dem ehemaligen Fahrzeughersteller Sachsenring in der DDR, ging nach der politischen Wende das Unternehmen Fahrzeug-Entwicklung Sachsen GmbH (FES) hervor, welches zum Auto-Entwicklungsring Sachsen GmbH (AES) gehört. Heutzutage werden hier Entwicklungsaufträge für die Automobilindustrie bearbeitet. Das ausgegründete Unternehmen konnte sich damit am Markt etablieren. Der Nachbau des Weltrekordrennwagens Typ C der Auto-Union von 1936 rollte 2010 hier aus der Halle, der seither in der Ausstellung des August-Horch-Museum Zwickau zu sehen ist.
Chemnitz als Gründerstadt des deutschen Maschinenbaus ist eines der mitteldeutschen Maschinenbauzentren mit Firmen wie Niles-Simmons-Hegenscheidt Gruppe, Heckert (Starrag Group), Unitech Maschinen GmbH, Samputensili Werkzeugmaschinen GmbH, Union Werkzeugmaschinen GmbH, Samputensili GmbH – Zahnradschleifmaschinenbau, Schönherr Textilmaschinenbau GmbH, Terrot GmbH – Strickmaschinen, Karl Mayer Malimo Textilmaschinenfabrik GmbH, Sitec Industrietechnologie GmbH, 3D Micromac AG und anderen.

#### Mikroelektronik
Neben der Mikroelektronik und der Rechentechnik werden auch in anderen Technologiebereichen, wie Solarzellen oder organische Leuchtdioden (OLED), Produkte entwickelt und produziert. Beispielsweise wird in Chemnitz mit dem Smart Systems Campus ein Technopark für Mikrosystemtechnik in unmittelbarer Nachbarschaft zur TU Chemnitz errichtet, um Kooperationen zwischen Wissenschaft und Wirtschaft auszubauen.

#### Chemie, Pharmazie und Biotechnologie
Die Region um Leuna und Schkopau wurde vor allem zu DDR-Zeiten zu einer bedeutenden Chemieregion ausgebaut. Infolge unzureichender oder mangelhaft gewarteter Schutzvorkehrungen war die Produktion mit enormen Schäden an Mensch und Umwelt verbunden. Teile der Anlagen konnten erhalten bleiben und laufen mittlerweile unter europäischen Umweltstandards zum Beispiel für den europäischen Ölkonzern TotalEnergies.
In Halle (Saale) wird Biotechnologie als Kernkompetenz ausgebaut. Zwei führende Unternehmen hier sind die Aktiengesellschaften Probiodrug und Novosom.

#### Dienstleistungen und Informationstechnologie

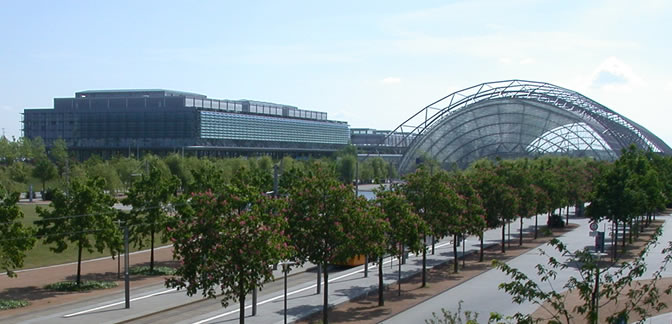
Neue Leipziger Messe

Leipzig ist einer der ältesten Messestandorte der Welt. Seinen Höhepunkt als Messestadt hatte Leipzig nach der Einführung der Mustermesse im Jahr 1895 bis zum Ausbruch des Zweiten Weltkriegs und dominierte das nationale und europäische Messewesen. Die deutsche Teilung führte zu einem Bedeutungsverlust. Mit der Frühjahrs- und Herbstmesse übernahm die Leipziger Messe aber die Funktion als wichtigste Schnittstelle zwischen den beiden Wirtschaftssystemen. Seit dem Zusammenbruch des RGW fällt dieses Messethema weg, was die Leipziger Messe dazu zwingt, mit anderen Messestädten wie Hannover, Frankfurt am Main, Köln, Genf oder München um wichtige internationale Fachmessen zu konkurrieren. Dabei musste sie wie bei der CeBIT Home auch Rückschläge einstecken. Die Anlagen der Messe gehören zu den modernsten in Deutschland und sind verkehrstechnisch gut erschlossen.
Der amerikanische PC-Hersteller Dell betreibt in Halle (Saale) ein Vertriebs- und Servicezentrum für Geschäfts- und Privatkunden in Deutschland mit etwa 750 Mitarbeitern (Ende 2008) aufgebaut.

## Kultur

### Internationale Rolle

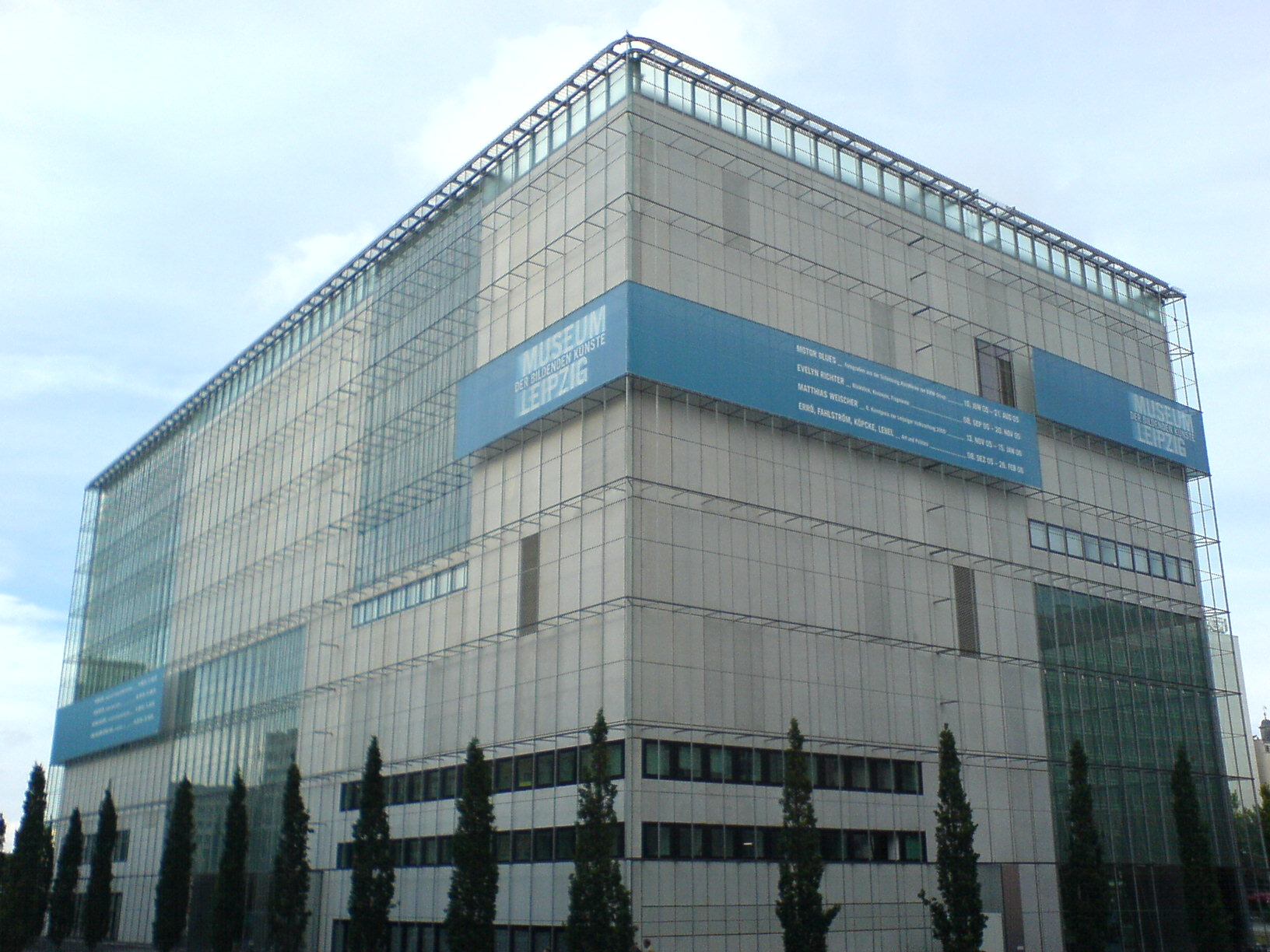
Das Museum der bildenden Künste in Leipzig

Unter anderem mit dem Gewandhaus in Leipzig befinden sich Oper- und Konzerthäuser von europäischem Rang in den Metropolen. Auch die Händel-Festspiele in Halle werden international – insbesondere im englischsprachigen Raum – beachtet. Leipzig ist neben Frankfurt am Main ein bedeutender Ort des Buchdrucks und -handels. Die Stadt beheimatet mit der Deutschen Bücherei den Vorläufer und heutigen Teil der Deutschen Nationalbibliothek (DNB) und trägt jährlich eine international bedeutende Buchmesse aus.
Ebenfalls internationale Bekanntheit besitzen die Leipziger Galerie für Zeitgenössische Kunst und die Galerien der Leipziger Baumwollspinnerei.
Architektonische Bedeutung genießt durch seine historische Symbolkraft das Völkerschlachtdenkmal in Leipzig.
Der Neubau des Museums der bildenden Künste in Leipzig, sowie der Umbau der Galerie Moritzburg in Halle bestechen vor allem durch ihr weiträumige Innenarchitektur.

### Industriekultur
Industrie, die seit mehr als 200 Jahren die gesellschaftliche Entwicklung in der Region antreibt, wirkt auch in andere Kulturbereiche hinein. Einfluss nahm sie wesentlich auf Wissenschaft und Architektur. Vor allem die Stadt Chemnitz und die damit verbundene südwestsächsische Region können auf eine Vielzahl industrieller Kulturdenkmäler verweisen. So befinden sich beispielsweise die Gebäude der Wanderer-Werke in Chemnitz-Schönau und der erste Firmensitz der Auto Union AG in Chemnitz. Industriegeschichte vermitteln auch das Sächsische Eisenbahnmuseum und das schön restaurierte Industriemuseum Chemnitz, welches bis zum Ende des Zweiten Weltkriegs eine Gießerei der damaligen Auto-Union war.

#### Industrie und Kultur
Das Zentrum der sächsischen eisenverarbeitenden Industrie war Chemnitz. Es wurde bekannt als Wiege des deutschen Maschinen- und Fahrzeugbaus. Ebenfalls hohe Bedeutung besitzt die Region in der Textilindustrie. Chemnitz wurde damals aufgrund seiner hohen Industriedichte mit über 500 Schornsteinen auch das sächsische Manchester genannt. Die Wohnquartiere der Arbeiter und die Villen der Fabrikanten befanden sich in unmittelbarer Nähe ihrer Fabriken. In Chemnitz wurde ebenfalls der Grundstein des deutschen Patentrechts gelegt. Und dies nicht ohne Grund, da in Chemnitz um das Jahr 1900 herum sechsmal so viel Patente, wie im deutschen Durchschnitt angemeldet wurden. Damit wurde die Stadt zu jener Zeit zur reichsten Stadt Deutschlands. Von dieser Zeit berichten heute noch die ingenieurstechnischen Leistungen im Maschinen-, Fahrzeug-, Eisenbahn- und Bergbau, die im Sächsischen Industriemuseum in Chemnitz ausgestellt werden. Gezeigt werden dort neben den Produktionsmitteln der Betriebe auch die Produkte selbst. In der Region um Chemnitz befinden sich heute Außenstellen des Museums, die sich auf spezielle Gebiete konzentrieren.

#### Rekultivierung und Bergbaufolgelandschaften

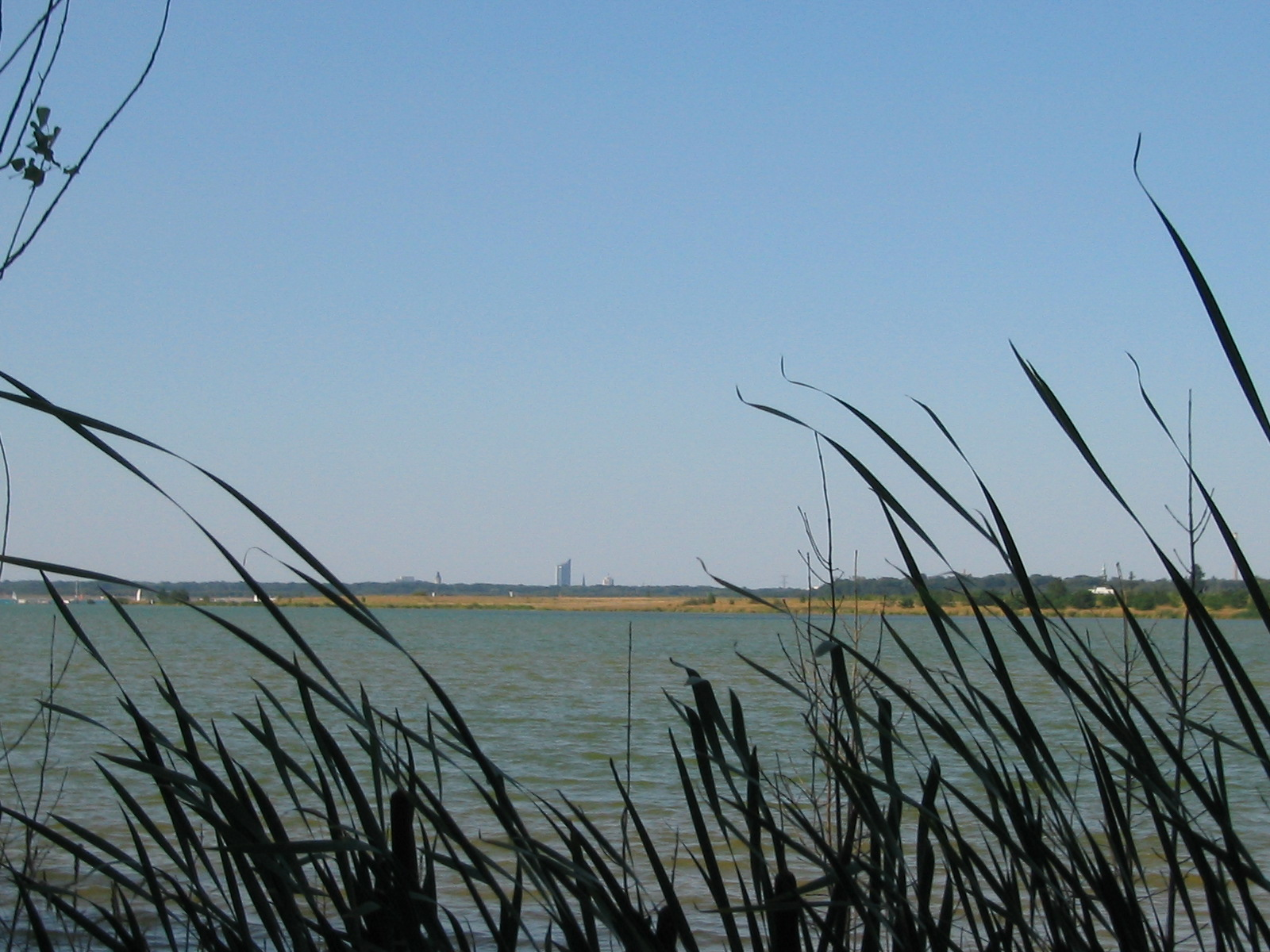
Cospudener See

Seit der Wende haben sich die Tagebaugebiete südlich von Leipzig und auf sachsen-anhaltischem Gebiet tiefgreifend verändert (Tagebaufolgelandschaft). Die entstandenen Tagebaurestlöcher sind oder werden mit Grundwasser gefüllt und es entstand unter anderem das Leipziger Neuseenland. Da sich das Ufer eines neuen Sees geologisch festigen muss, dauert es sehr lange, bis sich ein See stabil gefüllt hat. Der Geiseltalsee südlich von Halle, der größte künstliche See in Deutschland, wurde binnen acht Jahren mit Wasser der Saale geflutet, benötigt jedoch noch jahrzehntelang Fremdwasser, um seinen Wasserstand zu halten.

### Sehenswürdigkeiten
Oberzentren:

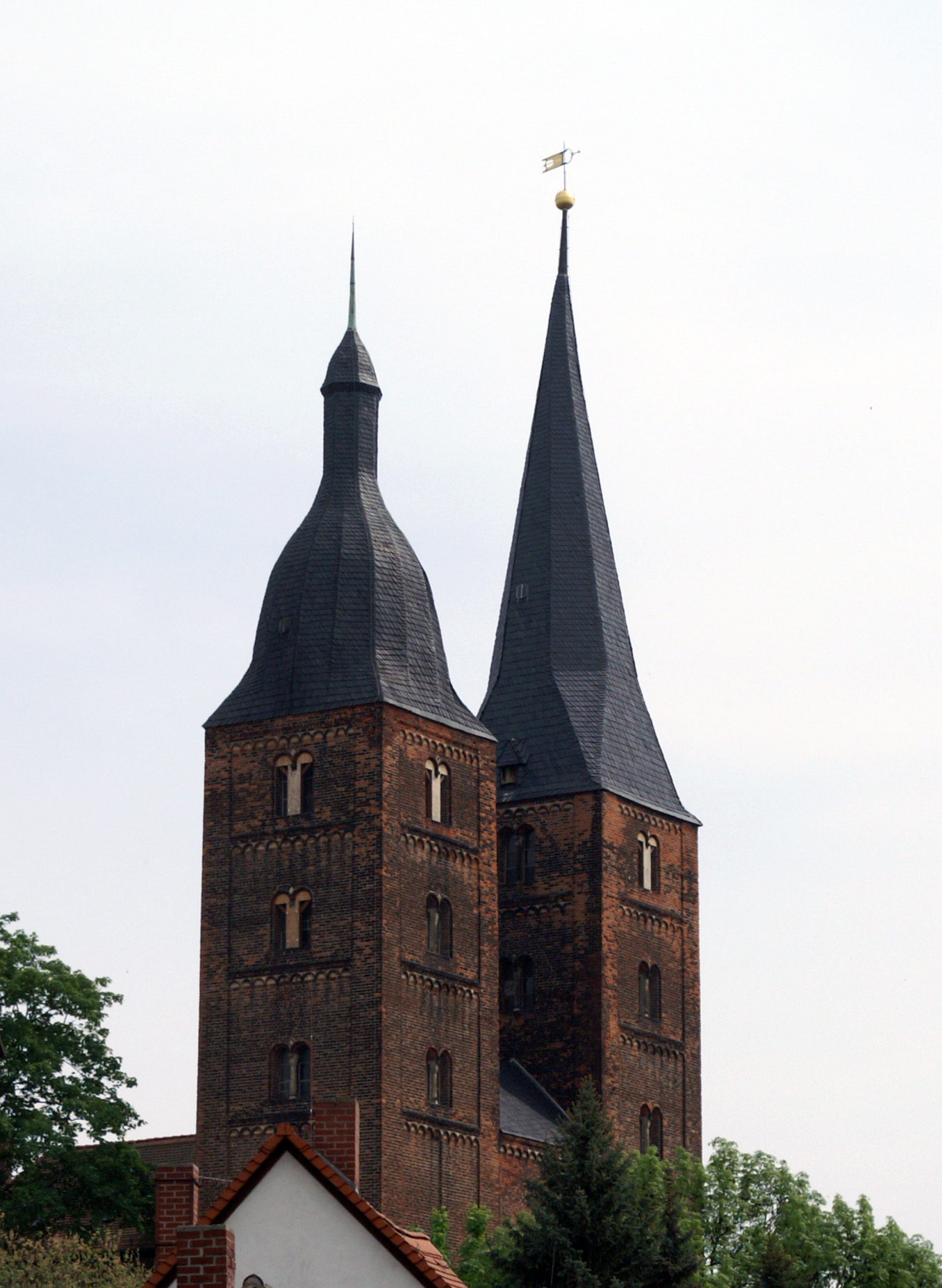
Rote Spitzen in Altenburg

- Chemnitz: Stadtkirche St. Jacobi, Altes Rathaus, Kunstsammlungen Chemnitz, Sehenswürdigkeiten in Chemnitz
- Dessau-Roßlau: Bauhaus Dessau, Schloss Mosigkau, Schloss und Park Luisium, Dessau-Wörlitzer Gartenreich
- Gera: Markt, Otto-Dix-Haus, Sehenswürdigkeiten in Gera
- Halle (Saale): Burg Giebichenstein, Franckesche Stiftungen, Roter Turm, Sehenswürdigkeiten in Halle
- Jena: Jentower, Planetarium Jena, Botanischer Garten Jena, Deutsches Optisches Museum, Sieben Wunder
- Leipzig: Altes Rathaus, Nikolaikirche, Thomaskirche, Russische Kirche, Mädlerpassage, Völkerschlachtdenkmal, Zoo Leipzig
- Zwickau: Robert-Schumann-Haus, Dom St. Marien, Gewandhaus (Theater), Rathaus

Mittelzentren
- Altenburg: Schloss Altenburg, Lindenau-Museum, Mauritianum, Altstadt, Rote Spitzen
- Lutherstadt Eisleben: Luthers Geburtshaus, Luthers Sterbehaus
- Grimma: zweitgrößte Altstadt in der Region Leipzig; Frauenkirche, Klosterkirche, Hängebrücke, Pöppelmannbrücke, Rathaus, ehemalige Fürstenschule Sankt Augustin
- Merseburg: Dom, Schloss
- Naumburg (Saale): Dom, Altstadt
- Weißenfels: Schloss Neu-Augustusburg
- Lutherstadt Wittenberg: Augusteum und Lutherhaus, Melanchthonhaus, Stadtkirche, Schloss und Schlosskirche
- Wurzen: Dom St. Marien zu Wurzen, Schloss Wurzen, Ringelnatz-Geburtshaus
- Zeitz: Dom, Schloss Moritzburg

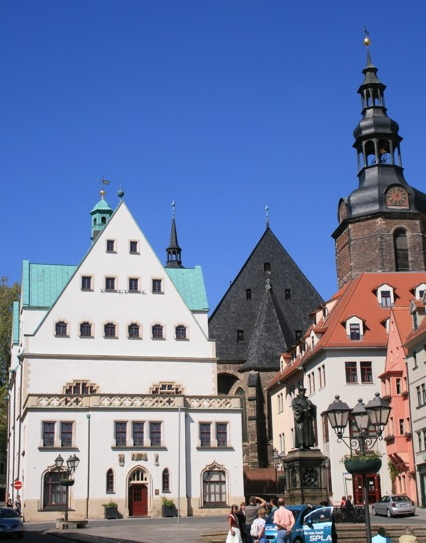
Der Marktplatz in der Lutherstadt Eisleben
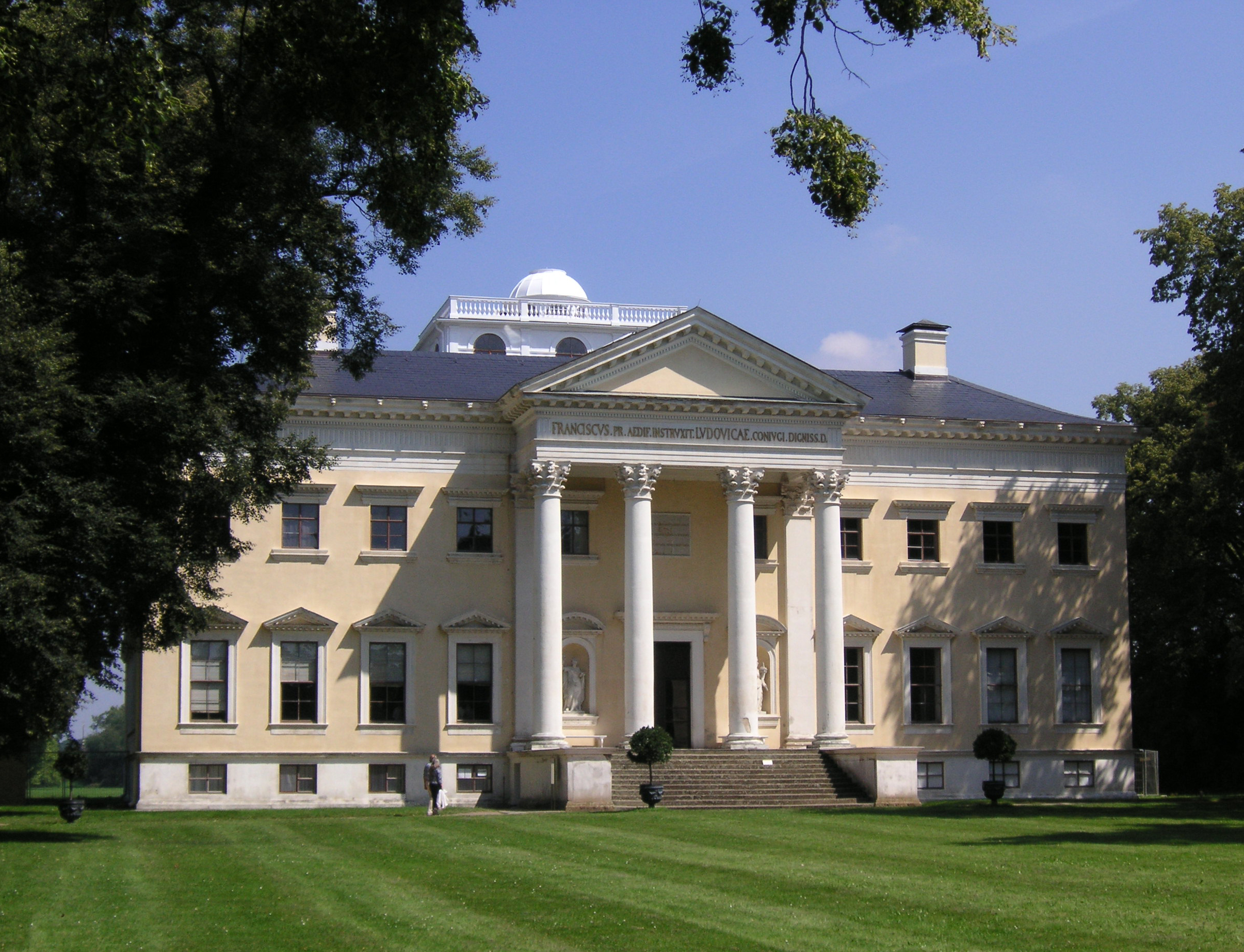
Wörlitzer Schloss
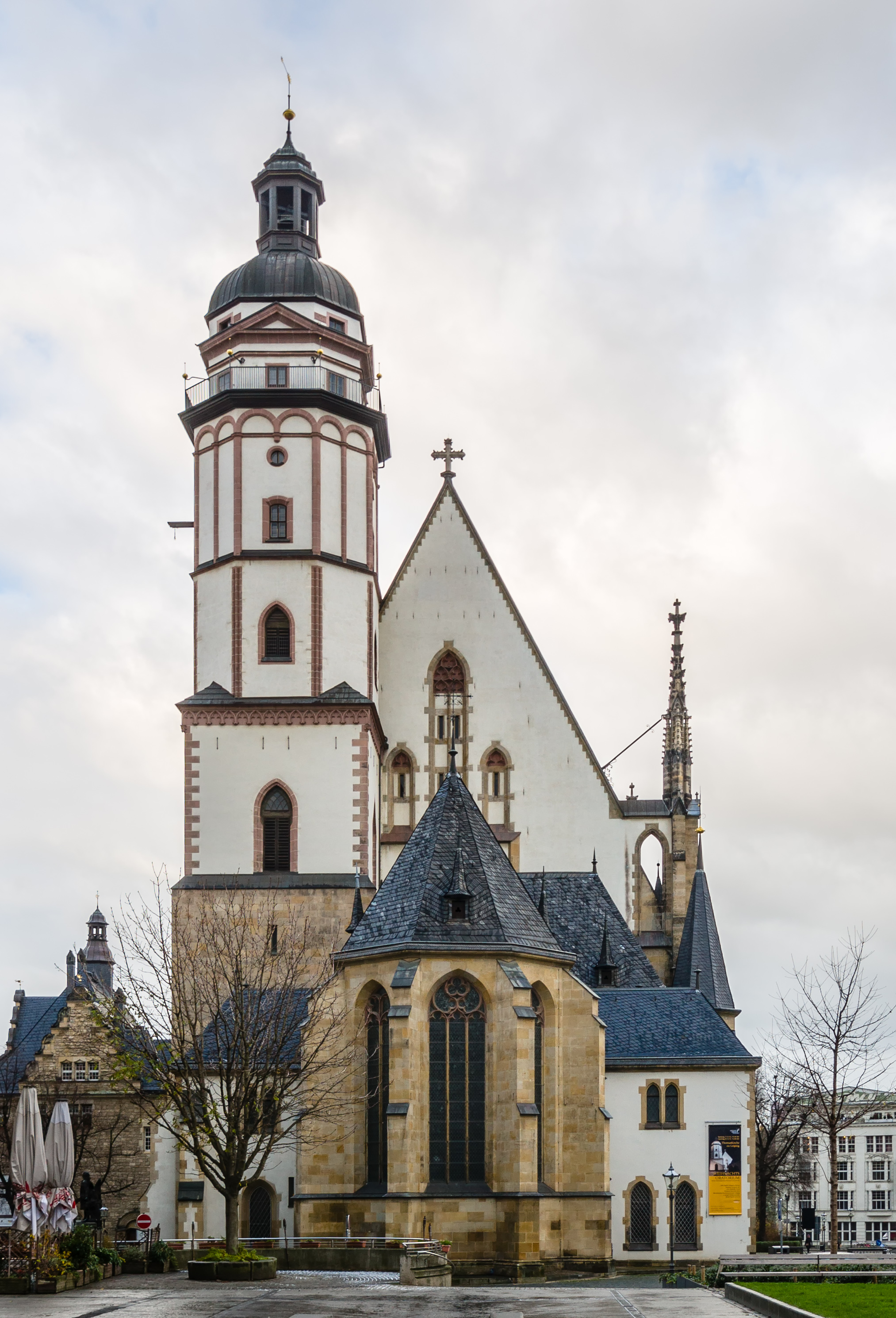
Die Thomaskirche in Leipzig
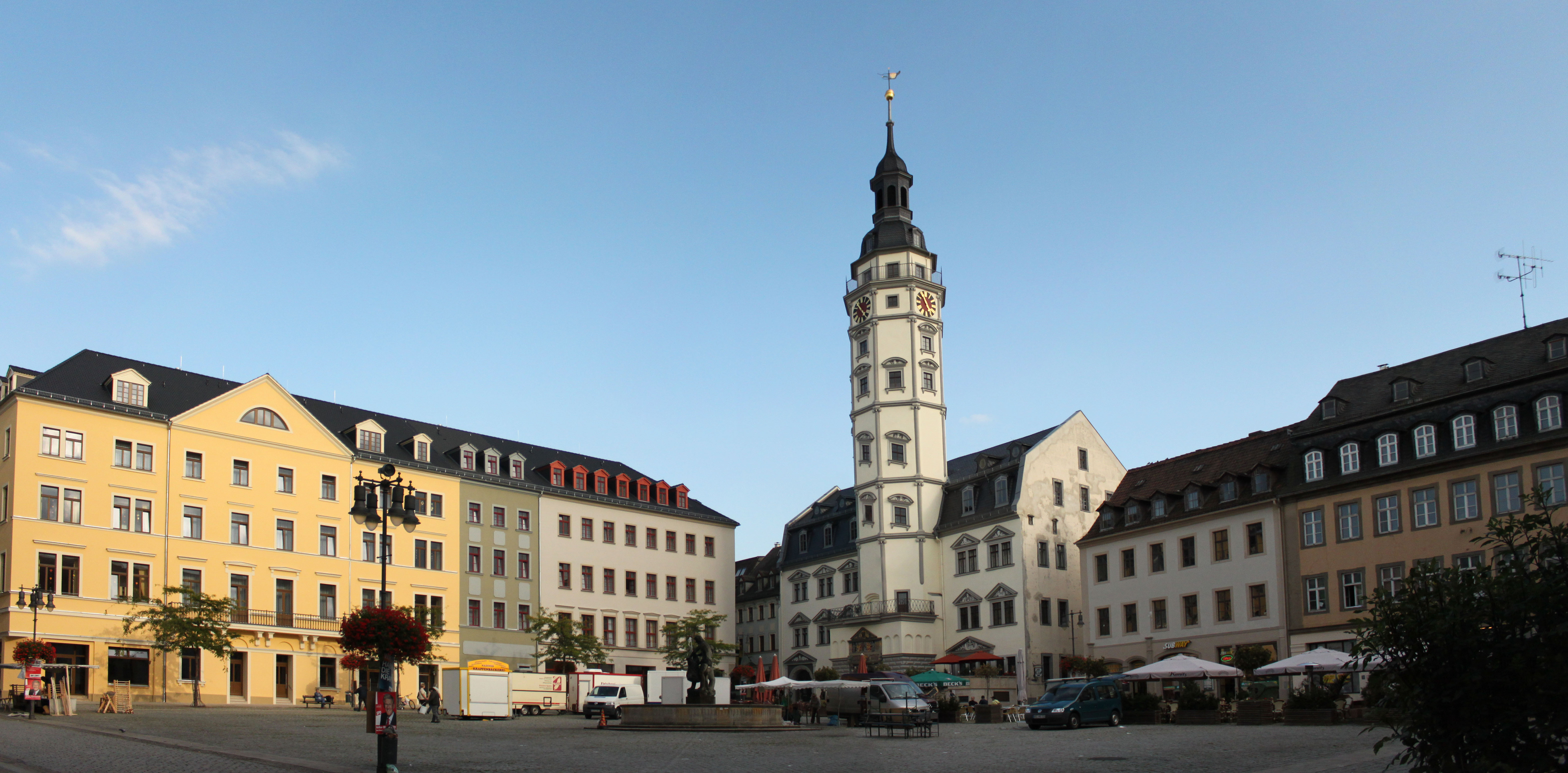
Der Markt in Gera
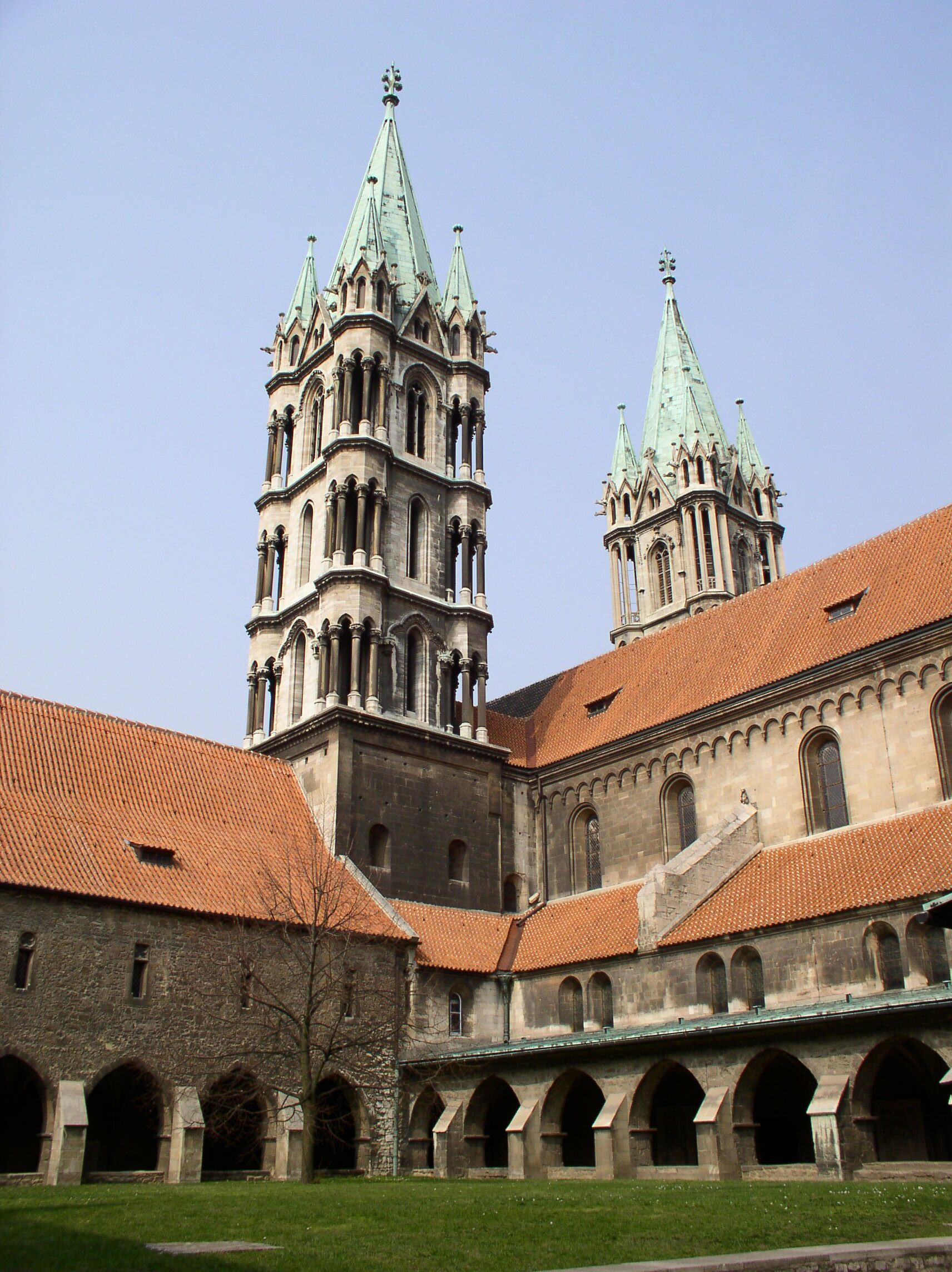
Naumburger Dom
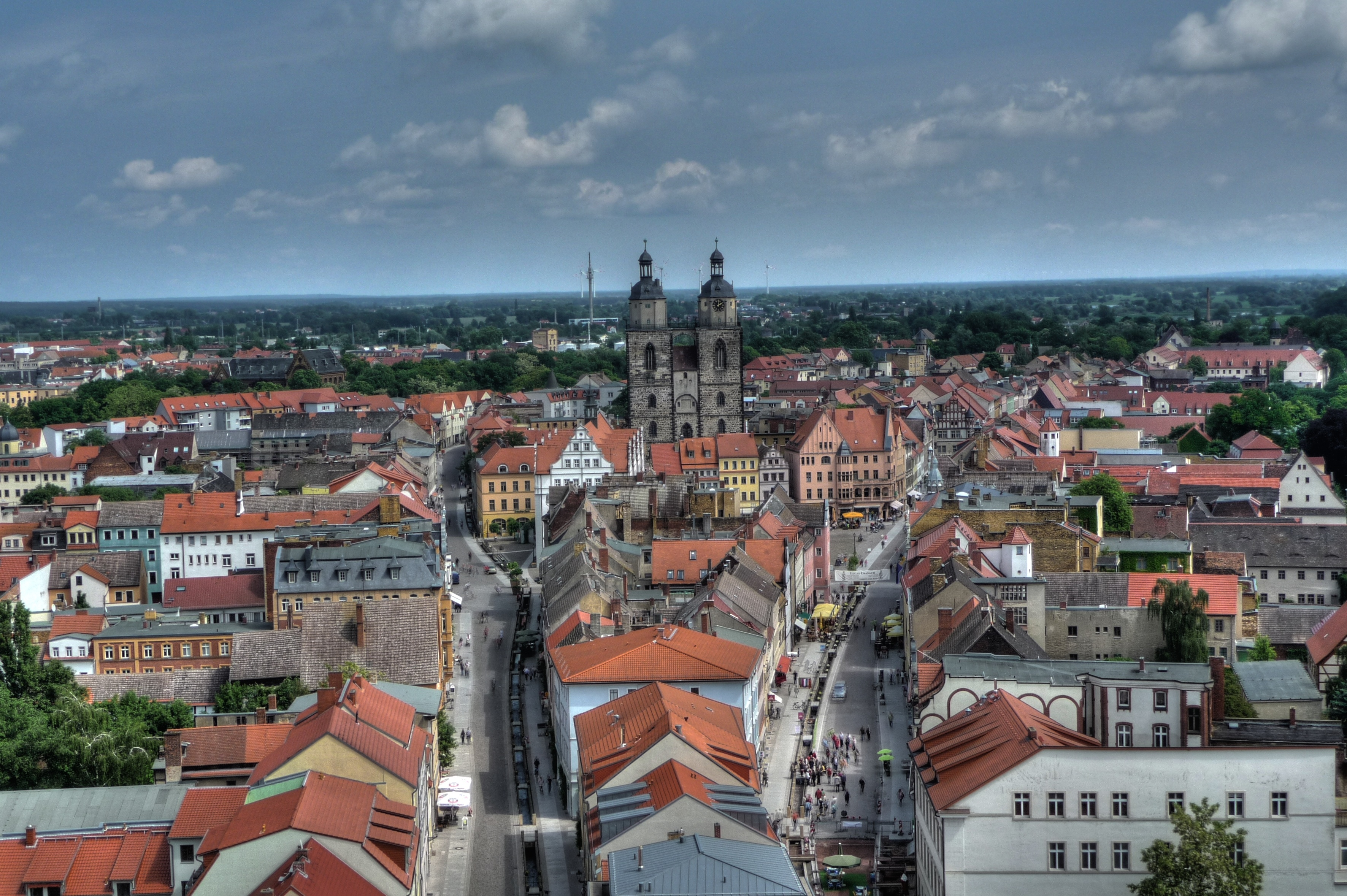
Wittenberger Altstadt
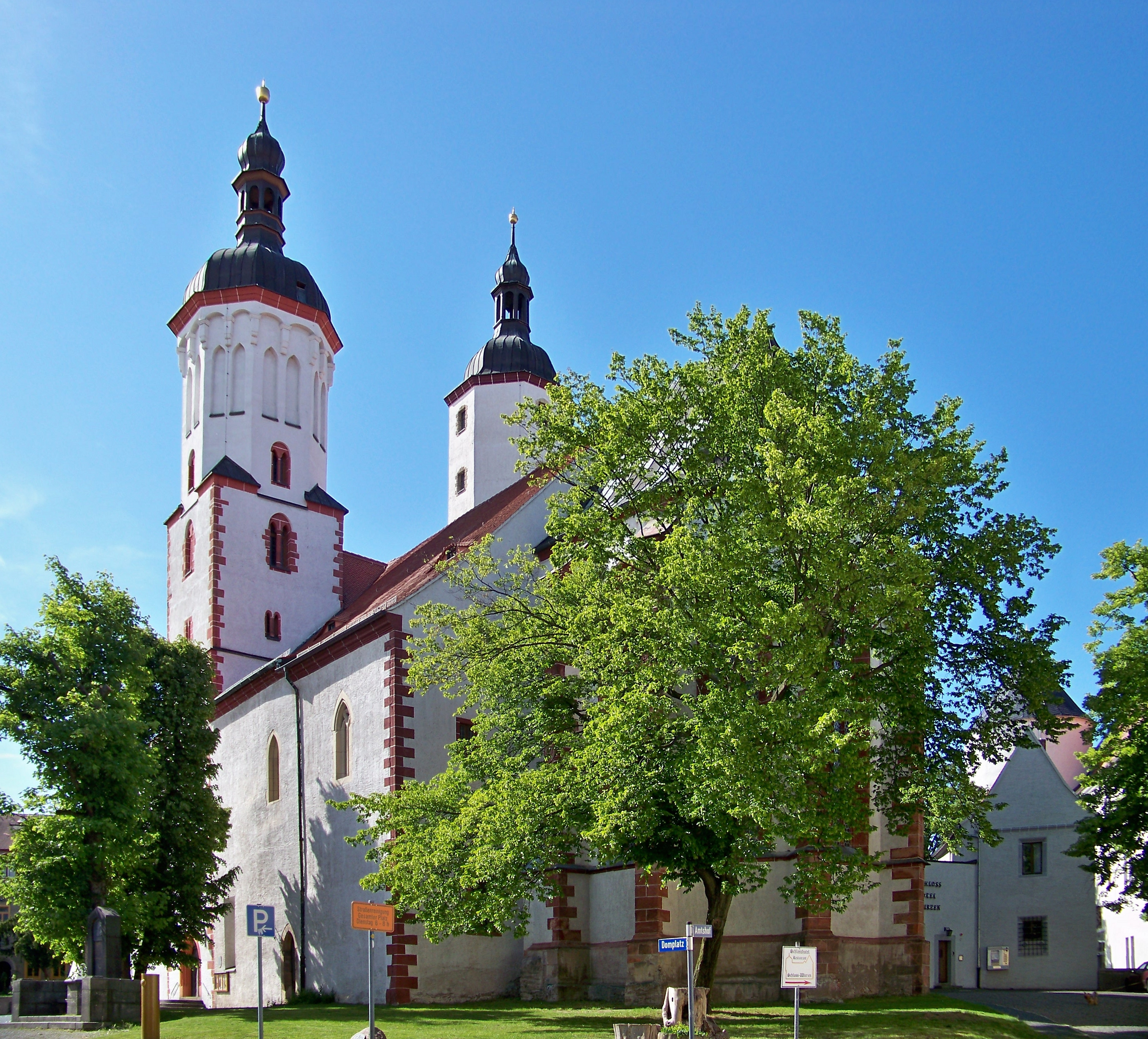
Dom St. Marien zu Wurzen

### Naturraum und Landschaften
Der nördliche Teil der Metropolregion liegt vor allem in der Leipziger Tieflandsbucht sowie dem Naturpark Saale-Unstrut-Triasland als südlichem Ausläufer des norddeutschen Tieflands.
Die südlichen und mittleren Teile Zwickaus zählen bereits zum Erzgebirge. Das Landschaftsbild der Region geht im Westen und in der Mitte von den flachen Tiefebenen in die Hochlagen des Mittelgebirges über.
Wichtige Flüsse der Region sind die Elbe, Saale, Mulde und Weiße Elster. Nahezu die gesamte Region war sowohl 2002, als auch 2013 vom Hochwasser betroffen, insbesondere dort, wo sich Städte und Infrastruktur auf die Gebirgstäler konzentrieren.

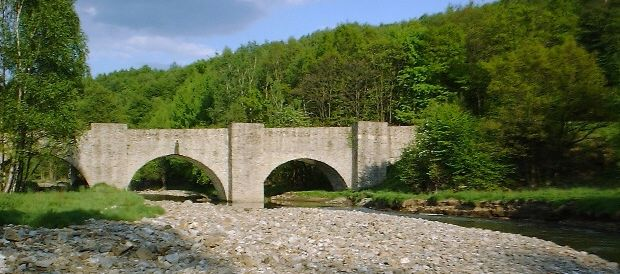
Freiberger Mulde
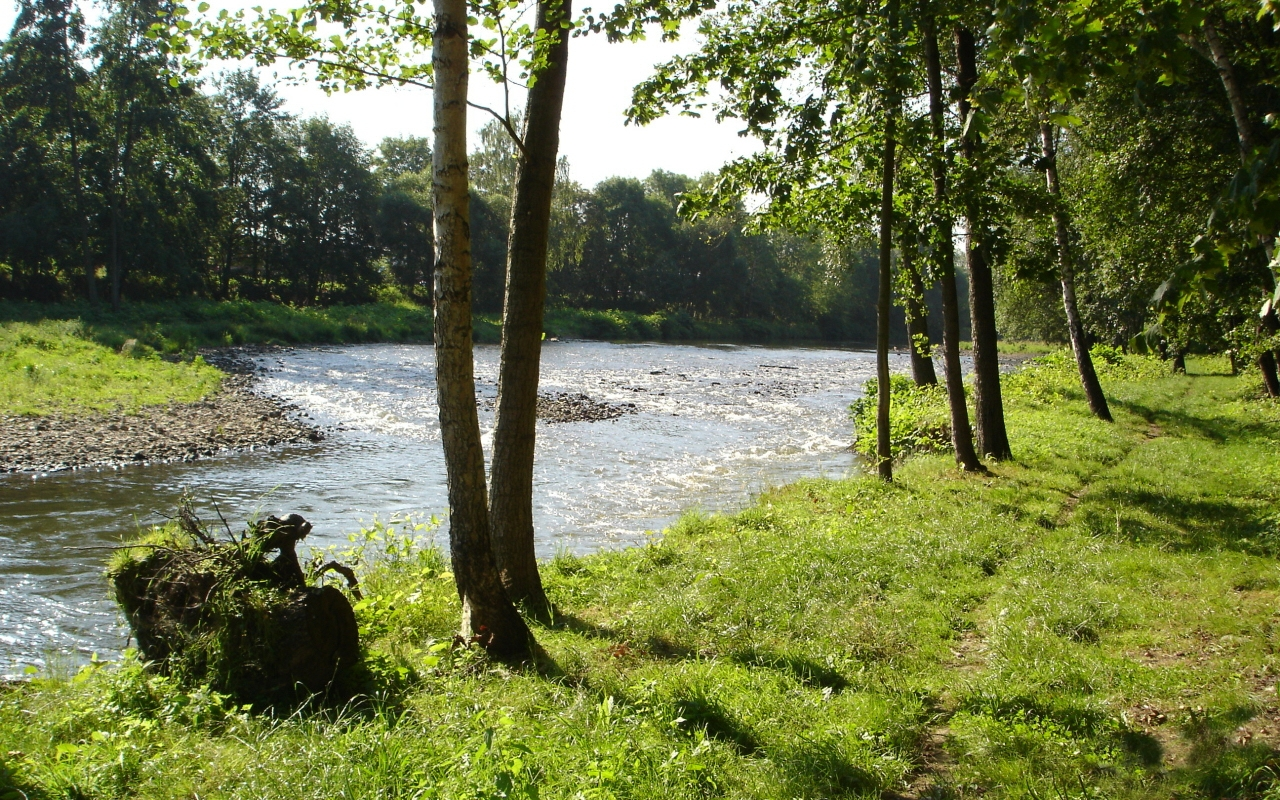
Zwickauer Mulde